# Katastrofa lotu Air Canada 797
Katastrofa lotu Air Canada 797 – katastrofa lotnicza, która wydarzyła się 2 czerwca 1983 roku na lotnisku Cincinnati-Northern Kentucky w amerykańskim stanie Kentucky, kiedy w samolocie linii Air Canada pojawił się pożar. Załoga McDonnella Douglasa DC-9 zmuszona była lądować awaryjnie. Spośród 46 osób znajdujących się na pokładzie 23 nie przeżyły katastrofy.

## Samolot
McDonnell Douglas DC-9-32 to wąskokadłubowy, odrzutowy samolot pasażerski średniego zasięgu (ok. 3000 km) zdolny przewozić do 115 pasażerów. Ten, który uległ katastrofie został dostarczony do Air Canada 7 kwietnia 1968 roku, gdzie otrzymał numer rejestracyjny C-FTLU.

## Załoga
Załogę lotu 797 Air Canada w dniu 2 czerwca 1983 stanowili:
- Donald S. Cameron (51 lat)- kapitan zatrudniony w Air Canada od 1966 roku, licencjonowany pilot samolotów typu Grumman G-73, Vickers VC-9, Lockheed L-49, Douglas DC-3, DC-4, DC-8 i DC-9. W momencie katastrofy miał na swoim koncie 13 000 godzin spędzonych w powietrzu, w tym 4939 w DC-9.
- Claude Ouimet (34 lata) - pierwszy oficer zatrudniony w Air Canada od 1973 roku, posiadał licencję na samolot McDonnell Douglas DC-9 oraz na wszystkie lekkie maszyny do 12 500 funtów (~5700 kg). Miał na swoim koncie 5650 godzin lotu w tym 2499 na DC-9.
- Sergio Benetti (37 lat) - główny steward, w Air Canada od 1972 roku.
- Judi Davidson (33 lata) - stewardesa, w Air Canada od 1973 roku.
- Laura Kayama (28 lat) - stewardesa, w Air Canada od 1976 roku.

## Przebieg wydarzeń

### Pierwsze sygnały
Lot 797 Air Canada był planowym lotem pasażerskim z Dallas w Teksasie do Montrealu z międzylądowaniem w Toronto. O 16:25 maszyna wystartowała z lotniska w Dallas z 41 pasażerami i 5 członkami załogi na pokładzie. Serwowano kolację, kiedy na panelu za plecami kapitana wyskoczyły trzy wyłączniki nadmiarowe. Niczym bezpieczniki chronią one obwody elektryczne samolotu przed przeciążeniem. Była godzina 18:51, samolot znajdował się w połowie drogi do Toronto. Kapitan postanowił odczekać kilka minut przed próbą ponownego ich włączenia, przekonany, że coś zablokowało motor spłukiwania wody w toalecie, co nie jest poważną sprawą. 8 minut później, o 18:59 załoga podjęła próbę włączenia obwodów, bez nich toaleta nie mogłaby pracować, a jej brak byłby dokuczliwy dla pasażerów. Wyłączniki znów wyskoczyły. Tymczasem jeden z pasażerów siedzących z tyłu poskarżył się stewardesie na niepokojący odór. Z toalety wydobywał się dym, zapach spalonego tworzywa zaczęła wypełniać kabinę pasażerską. Główny steward Sergio Benetti podjął decyzję o przesadzeniu pasażerów o 3 rzędy do przodu, po czym (nie widząc płomieni) zalał z gaśnicy całą toaletę.

### Pożar na pokładzie
O 19:02 (11 minut po wyskoczeniu wyłączników) stewardesa poinformowała kapitana o pojawieniu się ognia w tylnej toalecie. Pożar na pokładzie samolotu to jedna z najgorszych rzeczy, jaka może spotkać załogę. Samolot znajdował się na wysokości mniej więcej 10 kilometrów, a kapitan początkowo nie wiedział, jak poważna jest sytuacja. Istotnym jest fakt, że w 1983 roku wciąż można było palić tytoń na pokładach samolotów, więc drobne incydenty się zdarzały. Kapitan nakazał pierwszemu oficerowi sprawdzenie sytuacji z tyłu samolotu, a sam nałożył maskę tlenową. W oczekiwaniu na informację od Ouimeta, około 19:05 pojawił się nowy problem - uruchomił się alarm. Instalacje elektryczne oraz część wyposażenia kabiny pilotów zaczęły szwankować. Załoga utraciła m.in. zaawansowane informacje o kursie i wysokości, co zmusiło Camerona do wezwania najbliższej kontroli obszaru i poinformowania o problemach z elektrycznością na wypadek ewentualnej utraty łączności.

### Zgłoszenie sytuacji awaryjnej
W tym czasie drugi pilot Ouimet był z tyłu samolotu, gęsty dym pokrył cztery ostatnie rzędy. Wobec niebezpieczeństwa pożaru na pokładzie - załoga nie miała innego wyboru, musieli lądować możliwie najszybciej. Około  19:07, tuż po powrocie Ouimeta do kokpitu, pojawił się kolejny alarm - samolot utracił większą część zasilania pomocniczego. O 19:08 załoga nadała komunikat "Mayday, mayday, mayday", odebrany przez kontrolera obszaru w Louisville, po czym ustawiła kod transpondera na 7700 (jednak z powodu awarii systemu elektrycznego - kod ten nie pojawił się na radarach). Załoga została skierowana na oddalone o 46 kilometrów lotnisko w Cincinnati, w stanie Ohio.

### Zniżanie
Po zgłoszeniu sytuacji kontrolerom i wyznaczeniu lotniska awaryjnego kapitan rozpoczął zniżanie do 1500 metrów. Włączono awaryjne zasilanie akumulatorowe, ale wciąż wiele instrumentów pokładowych nie działało, dodatkowo statecznik poziomy zatrzymał się w pozycji lotu na 10 000 metrów. Samolot reagował opornie na ruchy steru, co jeszcze bardziej komplikowało sytuację. Gęsty, toksyczny dym przedzierał się w stronę dziobu samolotu. Procedury nie przewidywały opuszczenia masek oddechowych pasażerom w wypadku pożaru (jedynie w czasie dekompresji), gdyż mogło to pogorszyć sytuację w kabinie. Awarie elektryczne obejmowały już prawie cały samolot, stewardesy instruowały pasażerów, ale oddychać było coraz trudniej. W 1983 roku wskazywanie pasażerom wyjść awaryjnych  nie należało do obowiązków załogi, ale tym razem stewardesy udzielały instrukcji. Początkowo kontroler podjął decyzję o awaryjnym lądowaniu Air Canada na pasie startowym 36, jednak samolot był zbyt wysoko i leciał zbyt szybko, w związku z czym skierował załogę na pas 27 lewy, gdzie po chwili czekały służby ratownicze.

### Lądowanie awaryjne i ewakuacja
O 19:17 samolot znajdował się 6 kilometrów od lotniska, kiedy załoga dostrzegła pas startowy, po czym otrzymała zgodę na lądowanie. O 19:20 Air Canada lot 797 znalazł się na ziemi, mniej niż pół godziny od pierwszych oznak problemów na pokładzie. Kapitan uruchomił hamulce aerodynamiczne, by jak najszybciej zatrzymać maszynę i rozpocząć ewakuację, doszło do wybuchu czterech opon podwozia głównego. 18 pasażerów i 3 członków załogi wydostało się pięcioma drzwiami ewakuacyjnymi, w kabinie pasażerskiej było duszno i ciemno. W kokpicie piloci szybko wyłączyli wszystkie urządzenia, drugi pilot wyskoczył przez awaryjne okno (znajduje się ono na wysokości 5 metrów). Strażacy natychmiast przystąpili do pokrywania samolotu i płyty pod nim pianą, by zapobiec pożarowi i eksplozji paliwa, jednak mimo to, po 90 sekundach od lądowania, samolot stanął w płomieniach. 23 pasażerów nie zdążyło uciec. Kapitan Donald Cameron był ostatnią osobą, którą wyciągnięto z samolotu żywą.

## Ofiary
Wraz z załogą w samolocie znajdowało się 46 osób. Stewardesa Laura Kayama zaczęła liczyć ocalałych; jasne było, że nie wszyscy zdołali opuścić samolot. Kula ognia, która przetoczyła się przez kabinę pasażerską pochłonęła 23 życia. Wśród ofiar był Stan Rogers, 33-letni kanadyjski muzyk folkowy wracający z festiwalu, a także George Curtis Mathes Jr., założyciel przedsiębiorstwa działającego w przemyśle elektronicznym. Zginęło 21 obywateli Kanady i 2 obywateli Stanów Zjednoczonych.

## Śledztwo
W kilka godzin po zdarzeniu na miejscu pojawili się śledczy z Narodowej Komisji Bezpieczeństwa Transportu (NTSB). Pierwszym zadaniem było wydobycie 23 ciał z wnętrza wraku. Część z nich znajdowała się wciąż przypięta pasami. Dwa ciała odnaleziono blisko ogona samolotu, mimo że podczas lotu załoga przeniosła pasażerów na przód maszyny. Prawdopodobnie minęli oni wyjścia ewakuacyjne przy braku widoczności, spowodowanej gęstym dymem. W próbkach krwi ofiar odnaleziono zabójczy poziom cyjanków, fluorków i tlenku węgla. Nie zostało wyjaśnione czy to właśnie one pozbawiły pasażerów życia, ale z pewnością uniemożliwiły im ucieczkę, zanim kula ognia przetoczyła się przez kadłub.

### Techniczne przyczyny katastrofy
Z powodu podejrzenia przestępstwa, na miejscu pojawili się również członkowie FBI. Kiedy ustalono, że pożar nie był efektem podpalenia, a ogień pojawił się przypadkowo - dochodzenie przejęła NTSB. Po odrzuceniu tezy o podpaleniu, śledczy skupili się na możliwości przypadkowego zaprószenia ognia przez niedopałek papierosa. Kiedy jeszcze palenie w samolotach było dozwolone, najczęstszym miejscem pojawiania się pożarów na pokładach był pojemnik na śmieci w toalecie. Jak ustalili badacze - mimo że z góry był nadpalony - zsyp i pojemnik zostały nietknięte, co doprowadziło do odrzucenia hipotezy.
Studiując historię samolotu śledczy odkryli, że w ciągu roku przed wypadkiem w dzienniku pokładowym znalazło się 76 wpisów o problemach z maszyną. 4 lata wcześniej podczas lotu odpadła pokrywa w stożku ogonowym, powodując dekompresję. Samolot został naprawiony przez producenta. Mechanicy McDonnella Douglasa wymienili 29 komponentów elektrycznych i przewodów, które zostały uszkodzone podczas zdarzenia. Następnie obsługa Air Canada dokonała wymiany toalety w tylnej części maszyny. Po katastrofie w 1983 roku przebadano wszystkie, niezniszczone przez ogień, przewody i połączenia wymieniane 4 lata wcześniej. Nie znaleziono dowodów na zwarcie ani iskrzenie. Hipoteza o błędnej naprawie została odrzucona.
Następnie śledczy zajęli się rejestratorem głosów w kabinie pilotów, który zarejestrował trzask wyłączników nadmiarowych. Odcinają one dopływ prądu do urządzeń, które zaczynają się przegrzewać, po to by się nie zapaliły. Śledczy chcieli wiedzieć, czy wyłączniki zostały uruchomione przez ogień, w tym celu zbudowali makietę toalety, a następnie zablokowali w niej silnik. Zatrzymany motor osiągnął temperaturę 428 stopni, ale nie zapalił żadnej części znajdującej się w pobliżu. Z zapisów rejestratora badacze wychwycili jeszcze jeden hałas, niesłyszalny dla załogi. Na 3 minuty przed wyskoczeniem wyłączników słychać było wyładowanie elektryczne, powtarzające się ośmiokrotnie. Izolacja przewodów wychodzących z generatora pod podłogą toalety była przetarta i między przewodami możliwe było iskrzenie wywołujące ogień. Z powodu rozległych zniszczeń wokół toalety, która płonęła najdłużej, śledczy nie mogli znaleźć wystarczających dowodów na przyczynę pojawienia się ognia. Prawdopodobnie zostały one strawione przez ogień.

### Reakcja załogi na ogień
Początkowy raport NTSB był krytyczny wobec kapitana załogi, stwierdzając, że nie spytał głównego stewarda ani drugiego pilota o naturę ognia, a także nie rozpoczął awaryjnego zniżania wcześniej. Gdyby to nastąpiło mogliby wylądować na lotnisku w Louisville 5 minut wcześniej. Środowisko pilotów wystosowało petycję do NTSB w obronie Camerona i jego załogi, co zostało przez Komisję uwzględnione. Mimo zmiany nastawienia NTSB nie wycofała wszystkich zarzutów, podtrzymując, że zwłoka spowodowana badaniem natury pożaru i przedłużającym się czasem podjęcia decyzji o awaryjnym lądowania pogorszyły skutki katastrofy.

## Następstwa
Katastrofa lotu 797 jest ostatnią katastrofą z ofiarami śmiertelnymi linii Air Canada.
Mimo iż zwykłą praktyką w liniach lotniczych jest likwidowanie numerów lotów, podczas których doszło do katastrof - Air Canada wciąż używa numeru lotu 797 na trasie z Montrealu do Los Angeles obsługiwanej przez Airbusa A319.
Załoga kapitana Camerona otrzymała sześć różnych nagród za bohaterstwo podczas lotu, włącznie z Medalem Królewskich Kanadyjskich Sił Powietrznych.

### Zalecenia po katastrofie
NTSB opracowała następujące zalecenia dla amerykańskiej Federalnej Administracji Lotniczej (FAA - Federal Aviation Administration):
- przyspieszenie wprowadzenia obowiązkowych czujników dymu w toaletach samolotów;
- lepszy sprzęt gaśniczy (m.in. gaśnice halonowe) i wyszkolenie załogi;
- udzielanie instrukcji pasażerom dotyczących lokalizacji wyjść awaryjnych i sposobu ich otwierania;
- wprowadzenie świetlnej ścieżki na podłodze wskazującej wyjścia bezpieczeństwa;